# Concertul pentru vioară (Beethoven)

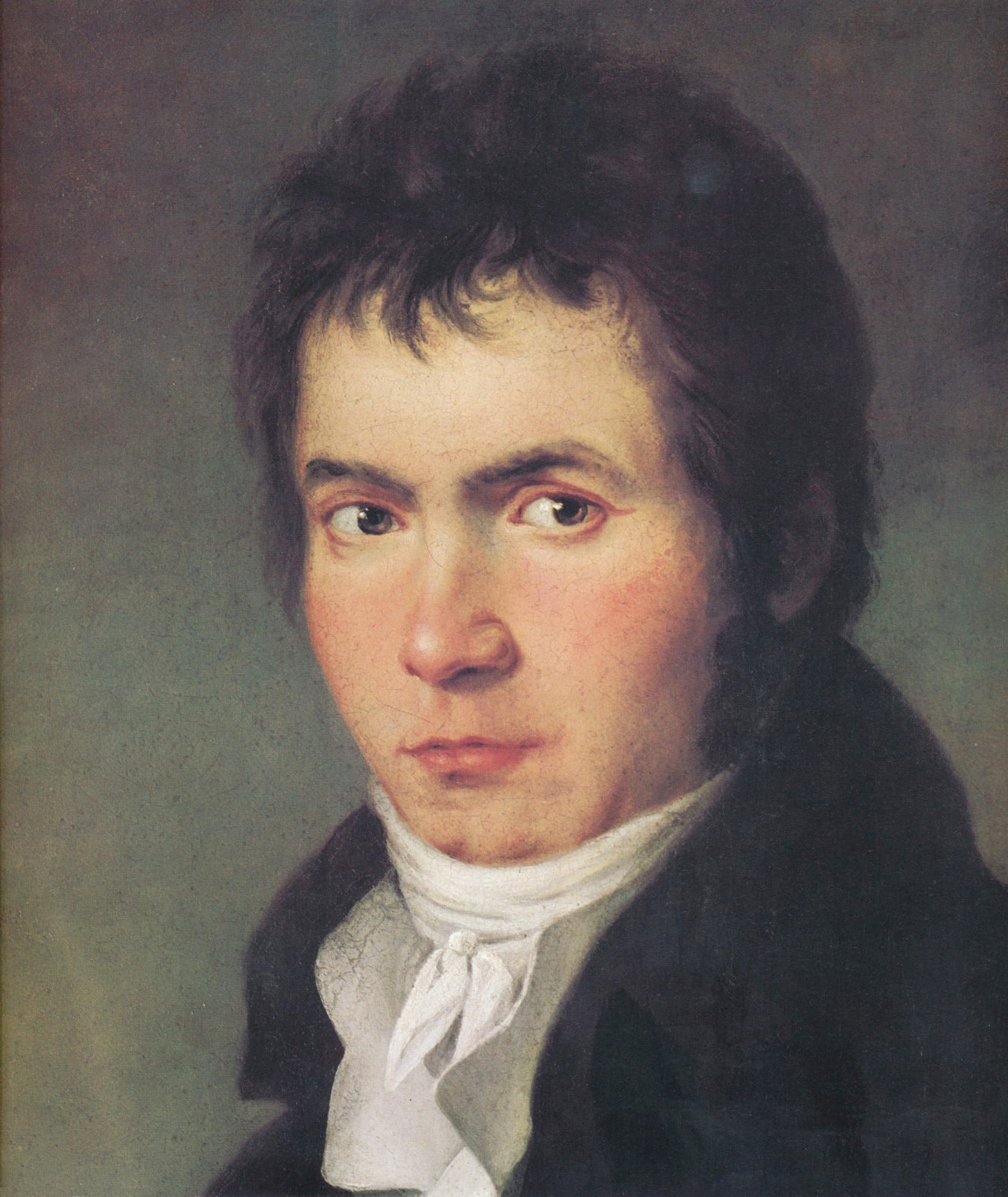
Ludwig van Beethoven în perioada în care a compus concertul pentru vioară

Concertul pentru vioară în Re major, Op. 61 al lui Ludwig van Beethoven a fost compus în 1806. 
Lucrarea a avut premiera pe 23 decembrie 1806 la Theater an der Wien din Viena. Beethoven a compus concertul pentru colegul său Franz Clement, unul dintre cei mai importanți violoniști ai vremii, care înainte i-a dat indicații importante pentru opera Fidelio. Totuși, versiunea tipărită a concertului din 1808 a fost dedicată prietenului lui Beethoven, Stephan von Breuning.
Se crede că Beethoven a finalizat partea solo atât de târziu încât Clement a fost nevoit să interpreteze prima vista la premieră. Probabil pentru a-și exprima nemulțumirea, sau pentru a arăta de ce ar fi fost capabil dacă ar fi avut timp să exerseze, se spune că Clement a întrerupt concertul între prima și a doua parte și a interpretat o compoziție solo proprie, interpretată pe o singură coardă și cu vioara ținută cu fața în jos. Totuși, alte surse susțin că Clement nu a interpretat o asemenea lucrare decât după interpretarea concertului.
Concertul nu s-a bucurat de succes și a fost rar interpretat în următoarele decenii.
Lucrarea a fost revitalizată în 1844, la mulți ani după moartea lui Beethoven, când a fost interpretată de Joseph Joachim (la vremea respectivă în vârstă de 12 ani) sub bagheta lui Felix Mendelssohn. De atunci a devenit una dintre cele mai importante lucrări din repertoriul concertelor pentru vioară, astăzi fiind frecvent înregistrată și interpretată.
Probabil datorită eșecului înregistrat de concert la premieră și la rugămintea lui Muzio Clementi, Beethoven a revizuit lucrarea într-o versiune pentru vioară și pian, publicată drept Opus 61a.

## Instrumentație
Lucrarea este compusă pentru vioară solo, flaut, două oboaie, două clarinete, doi fagoți, doi corni francezi, două trompete, timpane și coarde.

## Structură
Lucrarea este structurată în forma tradițională de concert, în trei părți:
1. Allegro ma non troppo (Re major)
2. Larghetto (Sol major)
3. Rondo. Allegro (Re major)

O interpretare tipică a concertului are o durată de aproximativ 45 de minute.